# 懷特縣 (伊利諾伊州)
懷特县（英語：White County）是位於美國伊利諾伊州東南部的一個縣，東隔沃巴什河與印地安納州相望。面積1,299平方公里。根據美國2000年人口普查，共有人口15,371人。縣治卡邁（Carmi）。
成立於1815年12月9日。縣名紀念民兵上校伊薩克·懷特，又有一說指為紀念參議員倫納德·懷特。